# Herlin-le-Sec
Herlin-le-Sec é uma comuna francesa na região administrativa de Altos da França, no departamento de Pas-de-Calais. Estende-se por uma área de 3,86 km². Em 2010 a comuna tinha 169 habitantes (densidade: 43,8 hab./km²).